# Сарбай
Сарба́й (рос. Сарбай) — село у складі Кувандицького міського округу Оренбурзької області, Росія.

## Населення
Населення — 50 осіб (2010; 136 у 2002).
Національний склад (станом на 2002 рік):
- росіяни — 79 %